# Triaenodes triaenodiformis
Triaenodes triaenodiformis är en nattsländeart som först beskrevs av Georg Ulmer 1930.  Triaenodes triaenodiformis ingår i släktet Triaenodes och familjen långhornssländor. Inga underarter finns listade i Catalogue of Life.